# Reid
Reid ist ein englischer Familienname, der auch als Vorname verwendet werden kann.

## Herkunft und Bedeutung
Reid ist eine ursprünglich insbesondere in Schottland verbreitete Variante des Namens Read, von altenglisch rēad „rot“, eines Übernamens für einen rothaarigen oder auch rotwangigen Menschen. Er entspricht somit deutschen Namen wie Roth, Rothe und Rohde.

## Varianten
- Read, Reade, Reed

## Namensträger

### Familienname

#### A
- Adam Greydon Reid (* 1973), kanadischer Schauspieler, Synchronsprecher, Regisseur und Drehbuchautor
- Adrian Reid (Fußballspieler, Guyana) (* ?), guyanischer Fußballspieler
- Adrian Reid (Fußballspieler, 1985) (* 1985), jamaikanischer Fußballspieler
- Adrian Reid (Fußballspieler, 2006) (* 2006), jamaikanischer Fußballspieler
- Alana Reid (* 2005), jamaikanische Sprinterin
- Aileen Reid (* 1982), irische Triathletin
- Alan Reid (Journalist) (1914–1987), australischer Journalist
- Alan Reid (Rugbyspieler) (1929–1994), neuseeländischer Rugby-Union-Spieler
- Alan Reid (* 1950), schottischer Musiker, siehe Battlefield Band
- Alan Reid (Politiker) (* 1954), schottischer Politiker
- Alan Reid (Mathematiker), schottischer Mathematiker und Hochschullehrer
- Alan Reid (Fußballspieler) (* 1980), schottischer Fußballspieler
- Alcuin Reid (* 1963), australischer Theologe
- Alec Reid († 2013), nordirischer Priester
- Alex Reid (Fußballspieler) (1947–1998), schottischer Fußballspieler
- Alex Reid (Drehbuchautor) (* 1965), US-amerikanischer Drehbuchautor und Fernsehproduzent
- Alex Reid (Kickboxer) (* 1975), britischer Kickboxer
- Alex Reid (Schauspielerin) (* 1980), britische Schauspielerin
- Alistair Reid († 2014), britischer Dichter, Essayist und Übersetzer
- Alvis Reid (* 1985), jamaikanischer E-Bassist
- Alyssa Reid (* 1993), kanadische Singer-Songwriterin
- Amanda Reid (* 1996), australische Paracyclerin
- Andy Reid (Fußballspieler, 1905) (1905–??), schottischer Fußballspieler
- Andy Reid (Footballtrainer) (* 1958), US-amerikanischer American-Football-Trainer
- Andy Reid (Fußballspieler, 1962) (* 1962), englischer Fußballspieler
- Andy Reid (Fußballspieler, 1982) (* 1982), irischer Fußballspieler
- Anne Reid (* 1935), britische Schauspielerin
- Anthony Reid (Historiker) (Anthony John Stanhope Reid; 1939–2025), australischer Historiker
- Anthony Reid (Rennfahrer) (Robert Anthony Maxwell Reid; * 1957), britischer Automobilrennfahrer
- Arizona Reid (* 1986), US-amerikanischer Basketballspieler
- Ashleigh Reid (* 1988), australische Hochspringerin
- Audrey Reid (* 1952), jamaikanische Hochspringerin und Sprinterin

#### B
- Beryl Reid (1919–1996), britische Schauspielerin
- Bevis Reid (1919–1997), britische Kugelstoßerin und Diskuswerferin
- Bill Reid (Footballspieler) (1878–1976), US-amerikanischer American-Football-Spieler
- Bill Reid (Künstler) (1920–1998), kanadischer Künstler
- Bill Reid (Musiker) (1926–2009), US-amerikanischer Bluegrass-Musiker
- Bill Reid (Bassist) (1933/34–2018), britischer Jazzmusiker
- Billy Reid (Musiker) (1902–1974), britischer Songwriter und Bandleander
- Billy Reid (Freiwilliger) (1939–1971), Freiwilliger des 3. Bataillons der „Belfast Brigade“ der Provisional Irish Republican Army (IRA)
- Billy Reid (Fußballspieler) (* 1963), schottischer Fußballspieler und -trainer
- Bobby Reid (Fußballspieler, 1911) (Robert Reid; 1911–1987), schottischer Fußballspieler
- Bobby Reid (Fußballspieler, 1936) (Robert Bell Alexander Reid; 1936–2000), schottischer Fußballspieler
- Bobby Reid (Fußballspieler, 1955) (* 1955), schottischer Fußballspieler
- Bobby De Cordova-Reid (Bobby Armani De Cordova-Reid; * 1993), jamaikanischer Fußballspieler
- Brandon Reid (* 1981), kanadischer Eishockeyspieler
- Brian Reid (Informatiker) (* 1949), US-amerikanischer Informatiker
- Brian Reid (Rennfahrer), irischer Motorradrennfahrer
- Brian Reid (Fußballspieler) (* 1970), schottischer Fußballspieler und -trainer
- Brian Holden-Reid (* 1952), britischer Militärhistoriker
- Brigitte Reid (* 1955), kanadische Hochspringerin
- Bruce Reid (Politiker) (* 1935), australischer Politiker, Mitglied des Repräsentantenhauses
- Bruce Reid (Cricketspieler) (* 1963), australischer Cricketspieler
- Bruce Reid (Footballspieler) (* 1971), kanadischer American-Football-Spieler

#### C
- Carl Reid (* 1950), kanadischer römisch-katholischer Geistlicher, ehemaliger anglikanischer Bischof
- Carl Benton Reid (1893–1973), US-amerikanischer Schauspieler
- Carlton Reid, britischer Radsportler und Sportjournalist
- Carolyn Reid (* 1972), englische Hockeyspielerin
- Charles Reid (Sänger) (* 1970), US-amerikanischer Opernsänger
- Charles Reid (Snowboarder) (* 1990), kanadischer Snowboarder
- Charles C. Reid (1868–1922), US-amerikanischer Politiker
- Charlie Reid (* 1962), schottischer Musiker, siehe The Proclaimers
- Charlotte Thompson Reid (1913–2007), US-amerikanische Politikerin
- Charmaine Reid (* 1973), kanadische Badmintonspielerin
- Chris Reid (* 1971), schottischer Fußballspieler
- Christopher Reid (Journalist) (* 1949), britischer Journalist und Dichter
- Christopher Reid (Schauspieler) (* 1964), US-amerikanischer Schauspieler, Komiker und Rapper
- Christopher Reid (Schiedsrichter) (* 1986), belizischer Fußballschiedsrichter
- Clarence Reid (1939–2016), US-amerikanischer Rapper und Musikproduzent, siehe Blowfly (Musiker)
- Clarence A. Reid (1892–1978), US-amerikanischer Politiker
- Clement Reid (1853–1916), britischer Paläobotaniker und Geologe
- Constance Reid (1918–2010), US-amerikanische Autorin und Mathematikhistorikerin
- Cornelius L. Reid (1911–2008), US-amerikanischer Gesangspädagoge und Autor
- Craig Reid (Schauspieler), Stuntman, Schauspieler und Drehbuchautor
- Craig Reid (Fußballspieler, 1985) (* 1985), englischer Fußballspieler
- Craig Reid (Fußballspieler, 1986) (* 1986), schottischer Fußballspieler

#### D
- Daina Reid (* 1966), australische Film- und Fernsehregisseurin
- Damion Reid (* 1979), US-amerikanischer Jazzmusiker
- Daphne Maxwell Reid (* 1948), US-amerikanische Schauspielerin
- Daryl Reid (* 1950), kanadischer Politiker (Manitoba)
- Dave Reid (Leichtathlet) (* 1963), kanadischer Mittelstreckenläufer
- Dave Reid (Eishockeyspieler, 1964) (* 1964), kanadischer Eishockeyspieler und -funktionär
- Dave Reid (Eishockeyspieler, 1979) (* 1979), kanadischer Eishockeyspieler
- David Reid, 1. Baronet (1872–1939), britischer Politiker
- David Reid (Filmproduzent), britischer Filmproduzent
- David Reid (Fußballspieler, Hibernian Edinburgh), schottischer Fußballspieler
- David Reid (Fußballspieler, Glasgow Rangers), schottischer Fußballspieler
- David Reid (Boxer) (* 1973), US-amerikanischer Boxer
- David Boswell Reid (1805–1863), schottischer Arzt, Chemiker und Erfinder
- David Morrison Reid Henry (1919–1977), britischer Vogelillustrator
- David Settle Reid (1813–1891), US-amerikanischer Politiker
- Dexter Reid (* 1981), US-amerikanischer American-Football-Spieler
- Donald Reid (Politiker, 1833) (1833–1919), neuseeländischer Politiker
- Donald Reid (Politiker, 1850) (1850–1922), neuseeländischer Politiker
- Donald Reid (Politiker, 1855) (1855–1920), neuseeländischer Politiker
- Donald Reid Cabral (1923–2006), dominikanischer Politiker, Präsident 1963 bis 1965
- Doreen Reid Nakamarra († 2009), australische Malerin
- Duggie Reid (1917–2002), schottischer Fußballspieler
- Duke Reid (1923–1975), jamaikanischer Musiker und Produzent

#### E
- E. Emmet Reid (1872–1973), US-amerikanischer Chemiker
- Eleanor Mary Reid (1860–1953), britische Paläobotanikerin
- Elena Reid (* 1981), US-amerikanische Boxerin
- Eliza Reid (* 1976), kanadisch-isländische Journalistin und First Lady Islands
- Elizabeth Reid (Volleyballspielerin) (* 1989), britische Volleyballspielerin
- Elizabeth Jesser Reid (1789–1866), englische Sozialreformerin und frühe Frauenrechtlerin
- Ellen Reid (* 1966), US-amerikanische Sängerin und Pianistin, siehe Crash Test Dummies
- Ellen Reid (* 1983), US-amerikanische Komponistin und Klangkünstlerin
- Elliott Reid (1920–2013), US-amerikanischer Schauspieler
- Elwood Reid (* 1966), US-amerikanischer Schriftsteller, Fernsehproduzent und Drehbuchautor
- Emily Reid (* 1999), britische Schauspielerin
- Emma Reid (* 1995), britische Judoka
- Eric Reid (* 1991), US-amerikanischer American-Football-Spieler
- Escott Reid (1905–1999), kanadischer Diplomat

#### F
- Fiona Reid (* 1951), britisch-kanadische Schauspielerin
- Fiona A. Reid (* 1955), kanadische Zoologin, Autorin, Illustratorin
- Forrest Reid (1875–1947), nordirischer Schriftsteller und Kritiker
- Frances Reid (1914–2010), US-amerikanische Schauspielerin
- Frances Reid (Filmemacherin) (* 1944/1945), US-amerikanische Filmemacherin
- Frank R. Reid (1879–1945), US-amerikanischer Politiker

#### G
- Garfield Reid (* 1981), jamaikanischer Fußballspieler
- Gavin Hunter Reid (* 1934), britischer Bischof
- Gayla Reid (* 1945), kanadische Schriftstellerin
- George Reid (1845–1918), australischer Politiker
- George Reid (Künstler) (1841–1913), schottischer Künstler
- George Reid (Fußballspieler, 1896) (1896–??), nordirischer Fußballspieler
- George Reid (Fußballspieler, 1914) (1914–1992), schottischer Fußballspieler
- George Reid (Politiker, 1939) (* 1939), schottischer Politiker
- George Agnew Reid (1860–1947), kanadischer Künstler
- George Alexander Reid, englischer Politiker
- George Archdall Reid (1860–1929), schottischer Mediziner und Autor
- Gord Reid (Eishockeyspieler) (* 1912), kanadischer Eishockeyspieler
- Gordon Reid (Rennfahrer) (1923–1952), US-amerikanischer Autorennfahrer
- Gordon Reid (Gouverneur) (1923–1989), australischer Politikwissenschaftler und Politiker
- Gordon Reid (Unternehmer) (* 1933), kanadischer Unternehmer
- Gordon Reid (Schauspieler) (1939–2003), schottischer Schauspieler
- Gordon Reid (Priester) (* 1943), anglikanischer Geistlicher
- Gordon Reid (Rugbyspieler) (* 1987), schottischer Rugbyspieler
- Gordon Reid (Rollstuhltennisspieler) (* 1991), schottischer Rollstuhltennisspieler
- Gordon McGregor Reid (* 1948), britischer Zoologe
- Grace Reid (* 1996), britische Wasserspringerin
- Graeme Reid, südafrikanischer LGBT-Aktivist

#### H
- Hal Reid (1863–1920), US-amerikanischer Schauspieler und Autor
- Hannah Reid (* 1989), britische Sängerin und Songwriterin, Frontfrau der Band London Grammar
- Harry Reid (Bischof) (1866–1943), schottischer Bischof
- Harry Reid (Schauspieler) (* 1992), britischer Schauspieler
- Harry Fielding Reid (1859–1944), US-amerikanischer Geophysiker
- Harry M. Reid (1939–2021), US-amerikanischer Politiker
- Hika Reid (* 1958), neuseeländischer Rugby-Union-Spieler

#### I
- Irene Reid (1930–2008), US-amerikanische Jazzsängerin

#### J
- J. R. Reid (* 1968), US-amerikanischer Basketballspieler
- James Reid (Zoologe), britischer Zoologe
- James Reid (Mediziner) (1849–1923), britischer Mediziner
- James Reid (Sportschütze) (1875–1957), britischer Sportschütze
- James Reid, Baron Reid (1890–1975), schottisch-britischer Jurist und Politiker
- James Reid (Fußballspieler) (1890–1938), schottischer Fußballspieler
- James Reid (Illustrator) (1907–1989), US-amerikanischer Illustrator
- James Reid (Eishockeyspieler) (* 1990), kanadischer Eishockeytorwart
- James Reid (Radsportler) (* 1992), südafrikanischer Mountainbikefahrer
- James Randolph Reid (1750–1789), US-amerikanischer Politiker
- James W. Reid (1849–1902), US-amerikanischer Politiker
- Jamie Reid (Dichter) (1941–2015), kanadischer Dichter
- Jamie Reid (Künstler) (1947–2023), britischer Künstler
- Jamie Reid (Schwimmerin) (* 1983), US-amerikanische Schwimmerin
- Jamie Reid (Fußballspieler, Januar 1994) (* 1994), schottischer Fußballspieler
- Jamie Reid (Fußballspieler, Juli 1994) (* 1994), nordirischer Fußballspieler
- Jim Reid (* 1961), schottischer Komponist und Rocksänger
- Jimmy Reid (1932–2010), britischer Gewerkschafter und Hochschulrektor
- Joanne Reid (* 1992), US-amerikanische Biathletin
- John Reid (General) (1721–1807), britischer General, Stifter der Reid-Professur für Musik
- John Reid (Segler) (1918–1954), US-amerikanischer Segler
- John Reid (Schachspieler) (* 1925), irischer Schachspieler
- John Reid (Fußballspieler, 1925) (* 1925), schottischer Fußballspieler
- John Reid (Cricketspieler, 1928) (* 1928), neuseeländischer Cricketspieler
- John Reid (Fußballspieler, 1932) (* 1932), schottischer Fußballspieler
- John Reid (Fußballspieler, 1935) (1935–2019), schottischer Fußballspieler
- John Reid (Regisseur) (* 1946), Filmregisseur
- John Reid, Baron Reid of Cardowan (* 1947), britischer Politiker und Fußballfunktionär
- John Reid (Musikmanager) (* 1949), britischer Musikmanager von Elton John und Queen
- John Reid (Jockey) (* 1955), britischer Jockey
- John Reid (Cricketspieler, 1956) (* 1956), neuseeländischer Cricketspieler
- John Reid (Musiker) (1963–2025), britischer Musiker und Sänger des schottischen House-Musikprojekts Nightcrawlers
- John Dowsley Reid (1859–1929), kanadischer Politiker
- John Mercer Reid (1937–2022), kanadischer Politiker
- John Robert Reid (1928–2016), australischer Bischof
- John Robertson Reid (1851–1926), schottischer Maler
- John William Reid (1821–1881), US-amerikanischer Politiker
- Jonny Reid (* 1983), neuseeländischer Automobilrennfahrer
- Josh Reid (* 2002), schottischer Fußballspieler
- Joy Reid (Badminton) (* 1959), schottische Badmintonspielerin
- Joy Reid (Journalistin) (Joy-Ann Lomena Reid; * 1968), US-amerikanische Journalistin und Fernsehmoderatorin
- Julia Reid (* 1952), britische Politikerin
- Julian Reid (* 1988), britisch-jamaikanischer Leichtathlet
- Junior Reid (* 1965), jamaikanischer Reggae-Musiker
- Justin Reid (* 1997), US-amerikanischer American-Football-Spieler

#### K
- Kate Reid (1930–1993), kanadische Schauspielerin
- Keith Reid (1946–2023), britischer Songtexter
- Kenneth A. Reid (1919–1996), Szenenbildner und Artdirector
- Kerry Reid (* 1947), australische Tennisspielerin
- Kyel Reid (* 1987), englischer Fußballspieler

#### L
- L.A. Reid (* 1956), US-amerikanischer Musikproduzent und Manager
- Leon Reid (* 1994), britischer Sprinter
- Leslie Reid (* 1956), kanadische Dressurreiterin

#### M
- Marcella Althaus-Reid (1952–2009), britische Theologin
- Margaret Reid (* 1935), australische Politikerin
- Marion Loretta Reid (1929–2023), kanadische Politikerin
- Matt Reid (Basketballspieler) (* 1984), US-amerikanisch-deutscher Basketballspieler
- Matt Reid (* 1990), australischer Tennisspieler
- Megan Reid (* 1996), kanadische Fußballspielerin
- Michael Reid (* 1952), britischer Journalist und Buchautor
- Michael Eric Reid (* 1992), US-amerikanischer Schauspieler
- Michal Reid (* 1982), kanadisch-polnischer Squashspieler
- Mike Reid (Komiker) (1940–2007), britischer Komiker und Schauspieler
- Mike Reid (Musiker) (* 1947), US-amerikanischer American-Football-Spieler und Musiker
- Mike Reid (Golfspieler) (* 1954),  US-amerikanischer Golfspieler
- Miles Reid (* 1948), britischer Mathematiker
- Milton Reid (1917–1987), britischer Ringer und Schauspieler
- Minerva Reid (1871–1957), kanadische Medizinerin, Lehrerin und Politikerin
- Monique Reid (* 1990), amerikanische Basketballspielerin

#### N
- Nancy Reid (* 1952), kanadische mathematische Statistikerin
- Neil Reid (* 1959), britischer Popsänger
- Niall Reid-Stephen (* 2001), barbadischer Fußballspieler
- Noah Reid (* 1987), kanadischer Schauspieler
- Noël Cunningham-Reid (1930–2017), britischer Automobilrennfahrer

#### O
- Ogden R. Reid (1925–2019), US-amerikanischer Politiker und Diplomat

#### P
- Paul Reid (Journalist), US-amerikanischer Journalist und Autor
- Paul Reid (Fußballspieler, 1968) (* 1968), englischer Fußballspieler
- Paul Reid (Schriftsteller) (* 1978), irischer Schriftsteller
- Paul Reid (Fußballspieler, 1979) (* 1979), australischer Fußballspieler
- Paul Reid (Fußballspieler, 1982) (* 1982), englischer Fußballspieler
- Paul Dennis Reid (1957–2013), US-amerikanischer Serienmörder
- Peter Reid (Fußballspieler) (* 1956), englischer Fußballspieler und -trainer
- Peter Reid (Bodybuilder), englischer Bodybuilder
- Peter Reid (Triathlet) (* 1969), kanadischer Triathlet
- Ptolemy Reid († 2003), guyanischer Tierarzt und Politiker

#### R
- Raziel Reid (* 1990), kanadischer Jugendbuchautor
- Rebecca Reid, britische Schauspielerin und Model
- Richard Reid (* 1973), britischer Attentäter
- Richard Gavin Reid (1879–1980), kanadischer Politiker
- Riley Reid (* 1991), US-amerikanische Pornodarstellerin
- Robert Reid (Bischof) († 1558), schottischer Geistlicher, Bischof von Orkney und Universitätsgründer
- Robert Reid (Architekt) (1774–1856), schottischer Architekt
- Robert Reid, 1. Earl of Loreburn (1846–1923), britischer Rechtsanwalt, Politiker und Lordkanzler
- Robert Reid (Mediziner) (Robert William Reid; 1851–1939), schottischer Anatom und Hochschullehrer
- Robert Reid (Maler) (1862–1929), US-amerikanischer Maler
- Robert Reid (Skilangläufer) (1898–1990), US-amerikanischer Skilangläufer
- Robert Reid (Eishockeyspieler) (* 1932), australischer Eishockeytorwart
- Robert Reid (Leichtathlet), kanadischer Stabhochspringer
- Robert Reid (Basketballspieler) (1955–2024), US-amerikanischer Basketballspieler
- Robert Reid (Rallyefahrer) (* 1966), schottischer Rallyebeifahrer
- Robert Reid (Autor) (* 1966), US-amerikanischer Schriftsteller und Unternehmer
- Robert Keith-Reid (1941–2006), fidschianischer Journalist
- Robert Raymond Reid (1789–1841), US-amerikanischer Politiker
- Robin Reid (Boxer) (* 1971), britischer Boxer
- Robin Reid (Radsportler) (* 1975), neuseeländischer Radrennfahrer
- Rory Reid (Politiker) (* 1963), amerikanischer Politiker
- Rory Reid (Journalist) (* 1979), britischer Journalist
- Rufus Reid (* 1944), US-amerikanischer Jazzbassist

#### S
- Sam Reid (* 1987), australischer Schauspieler
- Samantha Reid (* 1988), australische Synchronschwimmerin
- Sarah Reid (* 1987), kanadische Skeletonpilotin
- Sheila Reid (Schauspielerin) (* 1937), britische Schauspielerin
- Sheila Reid (Leichtathletin) (* 1989), kanadische Leichtathletin
- Steve Reid (1944–2010), US-amerikanischer Jazzschlagzeuger
- Steven Reid (* 1981), irischer Fußballspieler
- Storm Reid (* 2003), US-amerikanische Schauspielerin
- Stuart Reid (* 1970), schottischer Rugby-Union-Spieler
- Suziann Reid (* 1977), US-amerikanische Leichtathletin

#### T
- T. B. W. Reid (Thomas Bertram Wallace Reid; 1901–1981), britischer Romanist
- Tara Reid (* 1975), US-amerikanische Filmschauspielerin
- Taylor Jenkins Reid (* 1983), US-amerikanische Schriftstellerin
- Terry Reid (1949–2025), englischer Rocksänger und Gitarrist

- Thomas Reid (1710–1796), schottischer Philosoph
- Thomas Mayne Reid (1818–1883), britischer Schriftsteller
- Tim Reid (* 1944), US-amerikanischer Schauspieler
- Todd Reid (1984–2018), australischer Tennisspieler
- Tom Reid (Thomas Allan Reid; * 1946), kanadischer Eishockeyspieler
- Tomeka Reid (* 1977), US-amerikanische Jazzmusikerin

#### V
- Vernon Reid (* 1958), US-amerikanischer Gitarrist

#### W
- W. Stanford Reid (1913–1996), kanadischer Historiker und Hochschullehrer
- Wallace Reid (1891–1923), US-amerikanischer Schauspieler
- Whitelaw Reid (1837–1912), US-amerikanischer Politiker und Diplomat
- William Reid (Gouverneur) (1791–1858), britischer Generalmajor und Kolonialgouverneur
- William Reid (Architekt) (1825–1893), schottischer Architekt
- William Reid (Ingenieur) (1854–1932), schottischer Lokomotivkonstrukteur und Chefingenieur der North British Railway
- William Reid (Astronom) (1861–1928), schottischer Entomologe und Astronom
- William Reid (Basketballtrainer) (1893–1955), US-amerikanischer Basketballtrainer
- William Reid (Musiker) (* 1958), schottischer Gitarrist und Komponist
- William Thomas Reid (1907–1977), US-amerikanischer Mathematiker
- Wilma Reid (* um 1935), schottische Badmintonspielerin
- Winston Reid (* 1988), dänisch-neuseeländischer Fußballspieler

### Vorname
- Reid Anderson (Tänzer) (* 1949), kanadischer Tänzer, Ballettdirektor und Choreograph
- Reid Anderson (Musiker) (* 1970), US-amerikanischer Jazz-Bassist und Komponist
- Reid Davenport, US-amerikanischer Filmregisseur und Filmproduzent
- Reid Jorgensen (1942/43–2022), US-amerikanischer Jazzmusiker
- Reid Miles (1927–1993), US-amerikanischer Grafiker und Designer
- Reid Scott (* 1977), US-amerikanischer Schauspieler

### Zwischenname
- William Reid Pogue (1930–2014), US-amerikanischer Astronaut, siehe William R. Pogue